# Божићне јасле
У хришћанској традицији, Божићне јасле (познате и као јаслице, или на италијанском пресепио или Витлејем) је специјални приказ, посебно током божићне сезоне, уметничких предмета који представљају рођење Исуса. Иако се термин "јасле" може користити за било коју представу веома уобичајеног субјекта Рођења Исусовог у уметности, он има специјализованији смисао који се односи на сезонске приказе, посебно на сетове појединачних скулптуралних фигура и реквизита који су распоређени за приказ.
Други ликови из приче о рођењу, као што су пастири, овце и анђели, могу бити приказани у близини јасла у штали (или пећини) намењеној за смештај домаћих животиња, као што је описано у Јеванђељу по Луки. У сцени су типично приказани магарац и во, а укључени су и мудраци и њихове камиле, описане у Јеванђељу по Матеју. Многи такође укључују приказ Витлејемске звезде. Неколико култура додаје друге ликове и предмете који могу или не морају бити библијски.
Прве јасле приписују се Светом Фрањи Асишком. Био је инспирисан својом посетом Светој земљи, где му је приказано традиционално Исусово родно место.
Различите јасле и традиције створене су широм света и излажу су током божићне сезоне у црквама, кућама, тржним центрима и другим местима, а повремено и на јавним површинама и у јавним зградама. Сцене јаслица нису избегле контроверзе, а у Сједињеним Америчким Државама њихово укључивање на јавна земљишта или у јавне зграде изазвало је судске спорове.

## Порекло и рана историја
Један од најранијих приказа рођења, у уметности, нађен је у ранохришћанској римској катакомби Светог Валентина. It dates to about AD 380. Датира око 380. године нове ере. Други, сличног датума, налази се испод проповедаонице у базилици Сент'Амброђо у Милану.
Прве сезонске јасле, које изгледају драматичне, а не скулптуралне, приписују се Светом Фрањи Асишком (умро 1226.), који се сада обележава у календарима католичког, лутеранског и англиканског литургијског календара. Јаслице које је створио Свети Фрања описује свети Бонавентура у свом Житију светог Фрање Асишког написаном око 1260.
Кажу да су постављене у светилишту Грећо у централној Италији (Лацио) на Божић 1223. године, а веома мала капела у којој су се, како се каже, налазиле, је преживела. Тамошње слике изнад олтара, као и друге пре 1400. године, аутора Ђота у Асизу (Доња црква) и Антонија Витеа у Пистоји, приказују Светог Фрању како клечи и ставља малу бебу у јасле налик сандуку. Ђото додаје минијатурног вола и магарца.
Велики сет камених фигура Арнолфа ди Камбија, водећег вајара тог времена, направљен је за цркву Санта Марија Мађоре у Риму око 1290. Постоје фигуре за Свету породицу, Три краља и во и магарац од врата нагоре.
Популарност сцене инспирисала је многе имитације широм хришћанских земаља, а у раном модерном периоду извајане јаслице, често извезене из Италије, биле су постављене у многим хришћанским црквама и домовима. Ове сцене достигле су свој уметнички врхунац у Папској држави, у региону Емилија, у Напуљској краљевини и у Ђенови. У традицији Моравске цркве, јаслице су биле средиште Божићног села, које је „саграђено да саопшти Радосну вест о доласку Христа“ и представља „јеванђеље у малом од Исаијиног пророчанства и Маријиних благовести до посета мудраца и бекства у Египат“. За моравске хришћане, јаслице служе за прославу „прича о чуду Христовог рођења да би Син Божији на Божић био дочекан у срцима дома“. До краја 19. века јаслице су постале популарне у многим хришћанским вероисповестима, а на тржишту су се пласирале многе верзије различитих величина и направљене од разних материјала, као што су теракота, папир, дрво, восак и слоновача, често са поставком стабилне позадине.
У различитим земљама појавиле су се различите традиције јаслица. Ручно осликане фигуре су популарне у Прованси. У јужној Немачкој, Аустрији и Трентино-Јужном Тиролу, дрвене фигурице су ручно резане. Шарене шопке су типичне за Пољску.
У Сједињеним Државама, Метрополитен музеј у Њујорку сваке године приказује напуљске барокне јаслице висине 6,1 м од бодљиве смрче.

## Компоненте

### Статичне јаслице
Статичке јаслице приказују Исуса, Марију, Јосифа, животиње са фарме, а понекад и друге ликове. Док се већина кућних јаслица спакује на Божић или убрзо након тога, јаслице у црквама обично остају изложене до празника Крштења Господњег.
Сцене јаслица можда не одражавају тачно јеванђељске догађаје. Без основа у јеванђељима, на пример, пастири, мудраци и во и магарац могу бити приказани заједно на јаслама. Облик уметности може се пратити до Напуља осамнаестог века у Италији. Напуљске јаслице не представљају Палестину у време Исуса, већ живот у Напуљу из 1700. године, током Бурбонског периода. Породице су се међусобно надметале да направе најелегантније и најсложеније сцене и тако су поред Детета Исуса, Свете породице и пастира, постављане даме и господа племства, представници тадашње буржоазије, продавци и минијатуре сира, хлеба, оваца, свиња, патака или гусака, и типичне фигуре тог времена као што су ромске гатаре које предвиђају будућност, људи који играју карте, домаћице које купују, пси, мачке и кокошке.

### Живе јаслице
У јужној Италији, живе јасле су изузетно популарне. То могу бити сложени прикази, који не приказују само класичне јасле, већ и лажно сеоско село из 19. века, заједно са занатлијама у традиционалним ношњама које раде своје занате. Они привлаче многе посетиоце и емитовани су на телевизији РАИ. Године 2010, стари град Матера у Базиликати био је домаћин највећих светских живих јаслица тог времена, која је изведена у историјском центру Саси.

### Животиње у јаслама
Магарац и во обично се појављују у сценама јаслица. Осим што су животиње потребне за јасле, ово је алузија на Књигу пророка Исаије „Во познаје свог власника, и магарац јасле свога господара, али Израел не зна, мој народ не размишља“ (Исаија 1:3). Јеванђеља не помињу вола и магарца. Други извор за традицију може бити ванканонски текст, Јеванђеље по Псеудо-Матеју из 7. века.

## Традиције

### Аустралија
Аустралијанци славе Божић на више начина. У Аустралији је летња сезона и веома је вруће током Божића.
Током божићног празника, мештани и посетиоци посећују места око својих градова и предграђа како би видели спољашње и унутрашње приказе. Широм градова, места су осветљена шареним и модерним спектакуларним светлосним дисплејима. Евидентни су и прикази сцена јаслица са аустралијанским домаћим животињама попут кенгура и коала.
У Мелбурну, традиционалне и аутентичне јаслице су изложене у парохији Свете Елизабете, Данденонг Север. Креатор и уметник аустралијских јаслица Вилсон Фернандез гради и ствара традиционалне јаслице од 2003. у жупи Свете Елизабете.
У знак обележавања овог посебног догађаја, Високопреосвећени Денис Харт надбискуп Мелбурна је у суботу, 14. децембра 2013. године, служио мису бденија и благословио јаслице.

### Канада
Витлејем уживо је потпуно добровољни живописни приказ јасли коју производи Црква хришћанске заједнице у Винипегу,у Манитоби, Канада. Приказ укључује реконструкцију древног града Витлејема и седам појединачних вињета. Такође постоји годишња, веома популарна сцена јаслица у базилици Светог Патрика у Отави, Онтарио.

### Чешка
Чешка Република, као и културе заступљене у њеним претходницима, тј. Чехословачкој и земљама бивше Чешке, имају дугу традицију у погледу betlémy (буквално "Витлејем"), јаслица. Традиција кућних јасли често се везује за забрану црквених и институционалних јаслица из 1782. године од стране цара Јосифа II, званично реагујући на немире јавности и резултирајућег „губитка достојанства“ таквих приказа. Како је ово уследило након Едикта о толеранцији који је проглашен претходне године, то је смањило државну подршку католичкој цркви у овој мултиконфесионалној земљи.

#### Кризине јасле
Томаш Криза (1838–1918) изградио је у периоду од преко 60 година јаслице површине 60 м² које садрже 1.398 фигура људи и животиња, од којих су 133 покретне. Изложен је у граду Јиндрихув Храдец на југу Чешке. Налази се као највећа механичка јаслица на свету у Гинисовој књизи рекорда.

### Филипини
У областима католичких Филипина, минијатурне, велике или џиновске диораме или слике јаслица познате су као Belén (од шпанског назива за Витлејем). Увели су их Шпанци од 16. века. Они су свеприсутни божићни симбол на Филипинима, упоредо са паролом (божићни лампион који приказује Витлејемску звезду) који се често укључују у сцену као извор осветљења. И Belén и parol били су традиционални божићни украси у филипинским домовима пре него што су Американци представили божићно дрвце. Већина цркава на Филипинима такође трансформише своје олтаре у Belén на Божић. Такође се налазе у школама (које такође одржавају представе о јаслицама), владиним зградама, комерцијалним установама и на јавним местима.
Град Тарлак одржава годишње такмичење гигантских Белена на фестивалу познатом као „Belenismo sa Tarlac“.

### Америка
Можда је најпознатија сцена јаслица у Америци напуљска барокна јаслица која се сваке године приказује у Сали средњовековних скулптура Метрополитен музеја у Њујорку. Његова позадина је хорски екран из 1763. године из катедрале у Ваљадолиду и бодљива смрча од 6,1 м висине, украшена мноштвом анђела из 18. века. Фигуре рођења су постављене у подножју дрвета. Јаслице су биле поклон Лорете Хајнс Хауард 1964. године, а параван за хор је поклон Фондације Вилијам Рендолф Херст 1956. 
Сцена јаслица у природној величини се сваке године приказује на Тргу Темпл у Солт Лејк Ситију, у Јути, неколико деценија као део великих божићних изложби на отвореном које спонзорише Црква Исуса Христа светаца последњих дана.
Сваке празничне сезоне, од Ноћи паљења светла у новембру до Богојављења у јануару, јаслице у Питсбургу су изложене у центру Питсбурга, уПенсилванији. Јасле у Питсбургу су једина ауторизована реплика ватиканских божићних јаслица на свету, изложена на Тргу Светог Петра у Риму. Музеј уметности Карнеги у Питсбургу такође приказује напуљски приказ јасли. Овај приказ је ручно рађен између 1700. и 1830. и представља јаслице унутар панораме италијанског сеоског живота из 18. века. Више од 100 људских и анђеоских фигура, заједно са животињама, прибором и архитектонским елементима, покривају 250 квадратних стопа и стварају приказ рођења рођеног кроз очи напуљских занатлија и колекционара.

## Контроверзе

### Европа
Сцене јаслица нису избегле контроверзе. Сцена у природној величини у Уједињеном Краљевству на којој су приказане славне личности од воска изазвала је негодовање 2004. године, а у Шпанији је градско веће забранило излагање традиционалног хумористичког карактера у тоалету.
Године 1969, Америчка унија за грађанске слободе није желела сцену јаслица у парку Елипса. Након што је ствар решио Апелациони суд Сједињених Држава, 1973. године нису биле приказане јаслице.
Године 1985. Врховни суд Сједињених Држава пресудио је у предмету Америчка унија за грађанске слободе против Скарсдејла у Њујорку да су јаслице на јавним површинама неуставне осим ако не приказују и нерелигијске симболе. Овај принцип је додатно разјашњен 1989. године, када је адвокат из Питсбурга Рослин Литман тврдио, а Врховни суд у округу Аллегхени против Америчке уније за грађанске слободе пресудио, да су јаслице постављене на великом степеништу зграде суда округа Алегени у Питсбургху, прекршиле Клаузулу о успостављању, јер је „главни или примарни ефекат“ приказа био унапређење религије.
Године 2006, од стране Савеза одбрамбеног фонда, хришћанске правне организације у Сједињеним Државама, покренута је тужба против државе Вашингтон када је дозволила јавно излагање празничног дрвета и меноре, али не и јаслица. Због тужбе је донета одлука да се дозволи постављање јаслица у ротонди државног Капитола, у Олимпији, све док су укључени и други симболи сезоне. 

### Шпанија
Постоји регионална традиција у региону Каталоније где се јаслицама додаје још једна фигура: Caganer . Приказује особу у тоалету. Године 2005, градско веће Барселоне изазвало је негодовање јавности наручивши сцену јаслица која није укључивала Caganer -а.

## Галерија
- Божићне јаслице на тргу Светог Петра, Ватикан
- Живи приказ рођења у цркви Св. Војчеха, Вишков, Пољска, 2006.
- Божићне јаслице у базилици Светог Петра, Ватикан
- Јаслице у Бучачу, Украјина
- Јаслице у Буенос Ајресу (1924)
- Јаслице у Санкт Венделу
- Јаслице у Холандији
- Приказ јаслица са пастирима на изложби јаслица у Бамбергу 2015.
- Апстрактни приказ јаслица у кући
- Поставка рођења у цркви Светог Ксавијера на колеџу Светог Ксавијера, Колката.
- Божићне јаслице испред католичке цркве Гоа, Индија
- Изложба божићних јаслица и дрвца у кући Мумбај, Индија.